# فورد إي سيرس

## نظرة عامة
فورد إي سيرس أو إيكونولاين أو كلوب واجون هي تشكيلة عربات نقل بضائع أو أشخاص من صناعة شركة فورد أنتجت من خلال أربع جيال بداية من سنة 1961 إلى يومنا هذا.
في سنة 2015 قامت الشركة الأم فورد بتعويض جميع الأصناف المتوفرة من إيكونولاين بالموديل ذو المواصفات الأوروبية الفورد ترانزيت بإستثناء صنف Cutaway van chassis.

## الجيل الأول 1961 - 1967

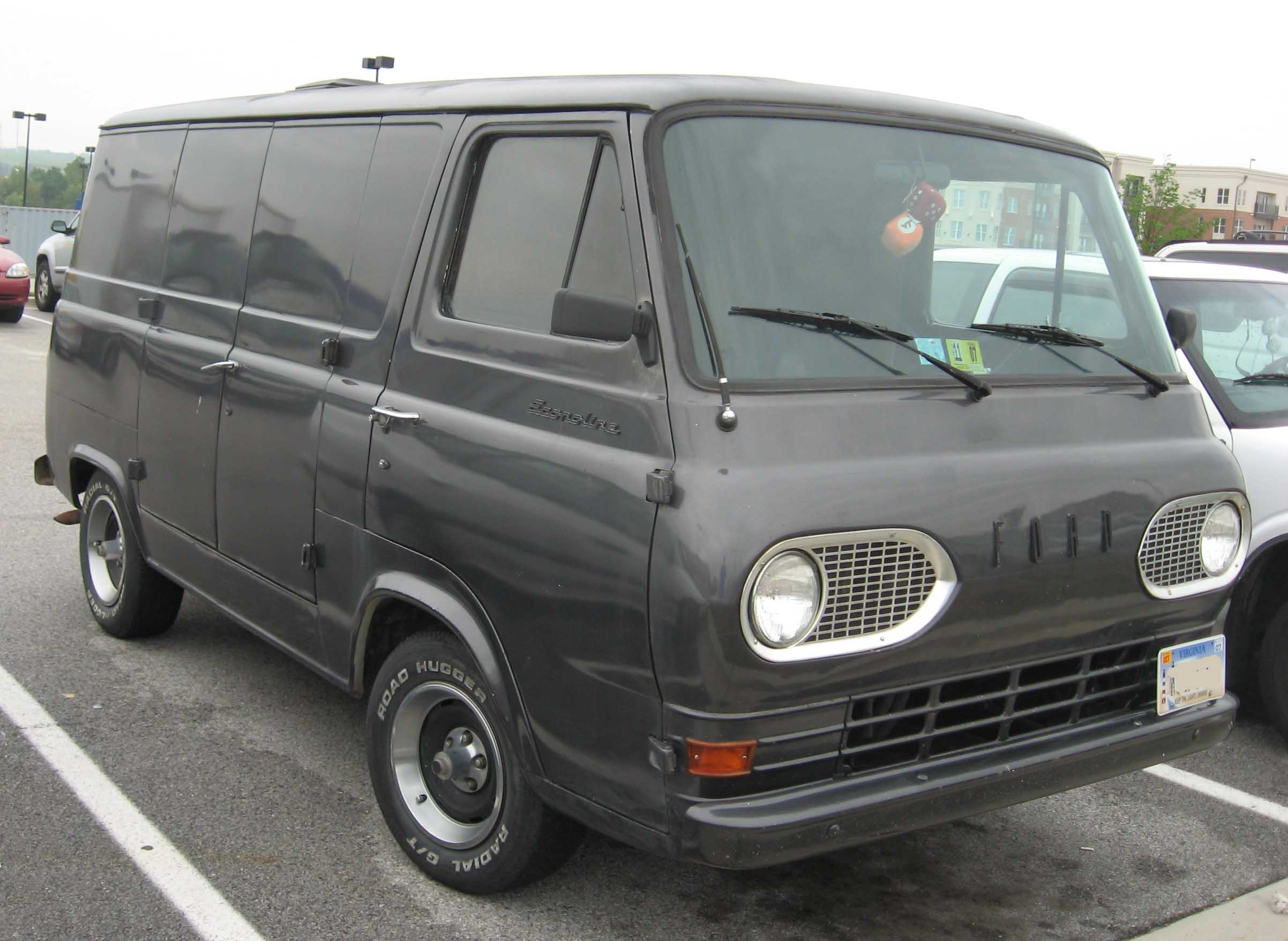
الجيل الأول 1961 - 1967

تم تقديم هذا الجيل لأول مرة في 21 سبتمبر 1960 على أساس موديل موجه للتسويق في سنة 1961 ، تم إنتاجه أساساً من أجل المنافسة مع Chevrolet Greenbrier و Volkswagen Type 2 في السوق الأمريكية.
يتشارك هذا الجيل في العديد من المكونات مع نموذج السيارة Ford Falcon ذات الموصفات الخاصة بالسوق الأمريكية.
- التسميات والنسخ المختلفة :

Ford Falcon Club Wagon
Mercury Econoline بالنسبة لكندا
- الأصناف :

فان 3 أبواب
نصف نقل بابين
- المحركات :

2.4L Falcon Six I6
2.8L Thriftpower Six I6
3.9L I6
- نواقل الحركة :

3 سرعات يدوية

## الجيل الثاني 1968 - 1974

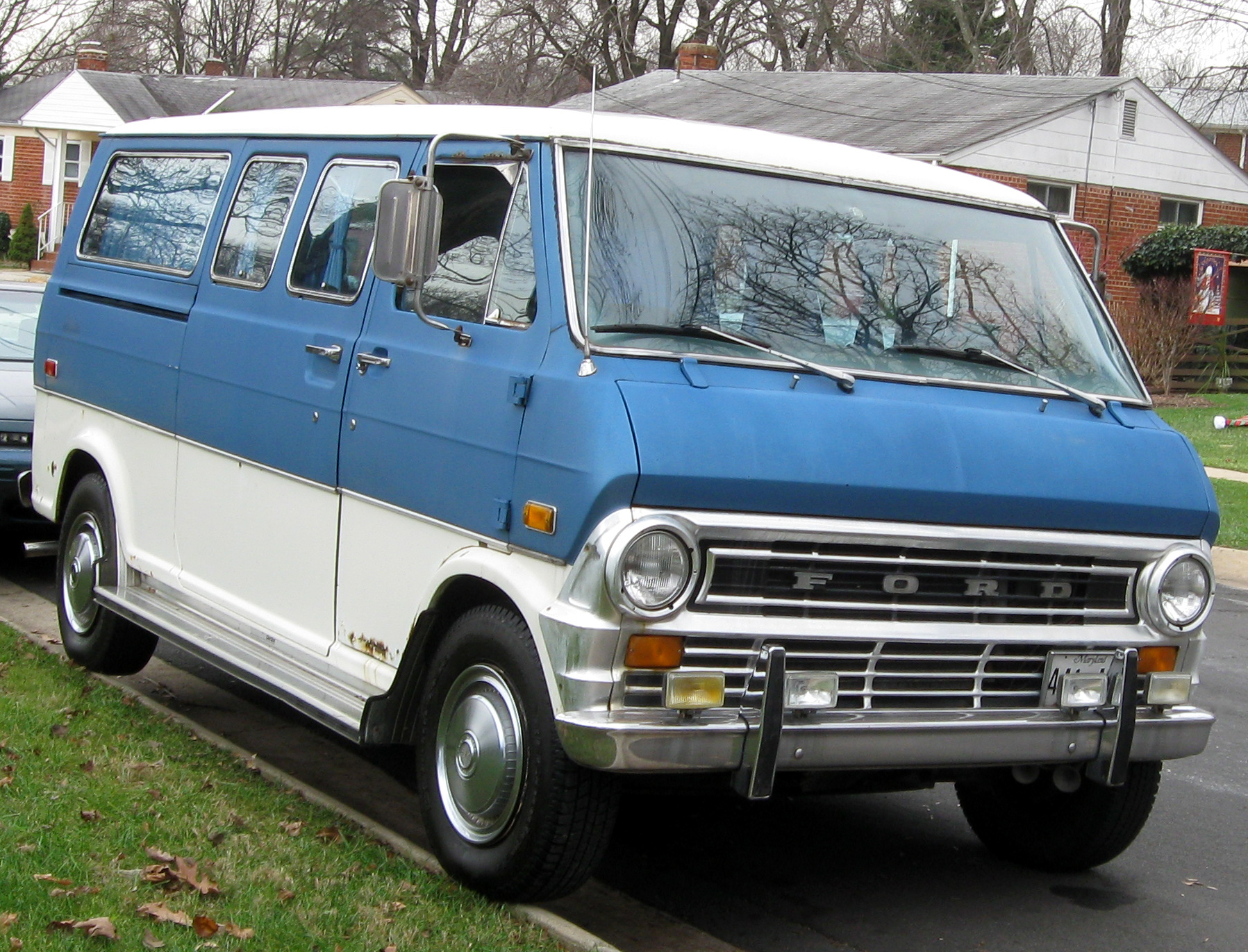
الجيل الثاني 1968 - 1974

كنتيجة لإضرابات إتحادية عمال مصانع السيارات في الولايات المتحدة الأمريكية بربيع عام 1968 ، قامت الشركة الأم فورد بتأخير إطلاق هذا الجيل الجديد إلى سنة 1969. تميز هذا الجيل عن سابقه بمواصفات تقنية جديدة بحيث تم فيه التخلي عن التواصل الذي كان بينه وبين نموذج Ford Falcon و أصبح آنذاك بوزن أثقل يشارك بذلك نموذج شاحنات نصف النقل من السلسلة F-Series في العديد من المكونات.
- المحركات :

3.9L I6
4.9L V8 Windsor
- نواقل الحركة :

3 سرعات يدوية أو أوتوماتيكية